# Exechonella albilitus
Exechonella albilitus is een mosdiertjessoort uit de familie van de Exechonellidae. De wetenschappelijke naam van de soort is voor het eerst geldig gepubliceerd in 2006 door Tilbrook.